# Topona (Santa Luzia)
Topona, com 397 m de altitude, é o ponto mais elevado da ilha de Santa Luzia, no arquipélago de Cabo Verde.
Tem origem vulcânica e fica situado aproximadamente no centro da ilha.